# Город обмана
«Город обмана» — дебютний студійний альбом української російськомовної співачки Йолки. Випущений 3 листопада 2005 року.

## Списки композицій
| #   | Назва                                                                     | Тривалість |
| --- | ------------------------------------------------------------------------- | ---------- |
| 1.  | «Пыль» (текст Валов В. В.)                                                |            |
| 2.  | «Город обмана» (текст Валов В. В.)                                        |            |
| 3.  | «Три пути» (текст Валов В. В.)                                            |            |
| 4.  | «Ненастоящая любовь» (текст Валов В. В.)                                  |            |
| 5.  | «Электропровода» (текст Валов В. В.)                                      |            |
| 6.  | «I Want To Be A Movie Star» (текст Валов В. В., Краснов А. Є., Mr. Simon) |            |
| 7.  | «31 июня» (текст Дербенев Л. П., Казакова Р. Ф.)                          |            |
| 8.  | «Девочка в пежо» (текст Валов В. В.)                                      |            |
| 9.  | «Сука любовь» (текст Валов В. В., Крутіков С. Є.)                         |            |
| 10. | «Две розы» (текст Краснов А. Е.)                                          |            |
| 11. | «Суета» (текст Валов В. В.)                                               |            |
| 12. | «Shake It» (Mr. Simon)                                                    |            |
| 13. | «Хорошее настроение» (текст Валов В. В.)                                  |            |

| Бонус-треки | Бонус-треки                                         | Бонус-треки |
| #           | Назва                                               | Тривалість  |
| ----------- | --------------------------------------------------- | ----------- |
| 14.         | «Две розы (acoustic version)» (текст Краснов А. Е.) |             |
| 15.         | «Город обмана (ремікс)» (текст Валов В. В.)         |             |

| Перевидання Бонус-треків | Перевидання Бонус-треків                                         | Перевидання Бонус-треків |
| #                        | Назва                                                            | Тривалість               |
| ------------------------ | ---------------------------------------------------------------- | ------------------------ |
| 16.                      | «Последние послание feat. Al Solo» (текст Краснов А. Е.)         |                          |
| 17.                      | «Девочка В Пежо (Romantic Destortion Remix)» (текст Валов В. В.) |                          |